# ロッテルダム電鉄

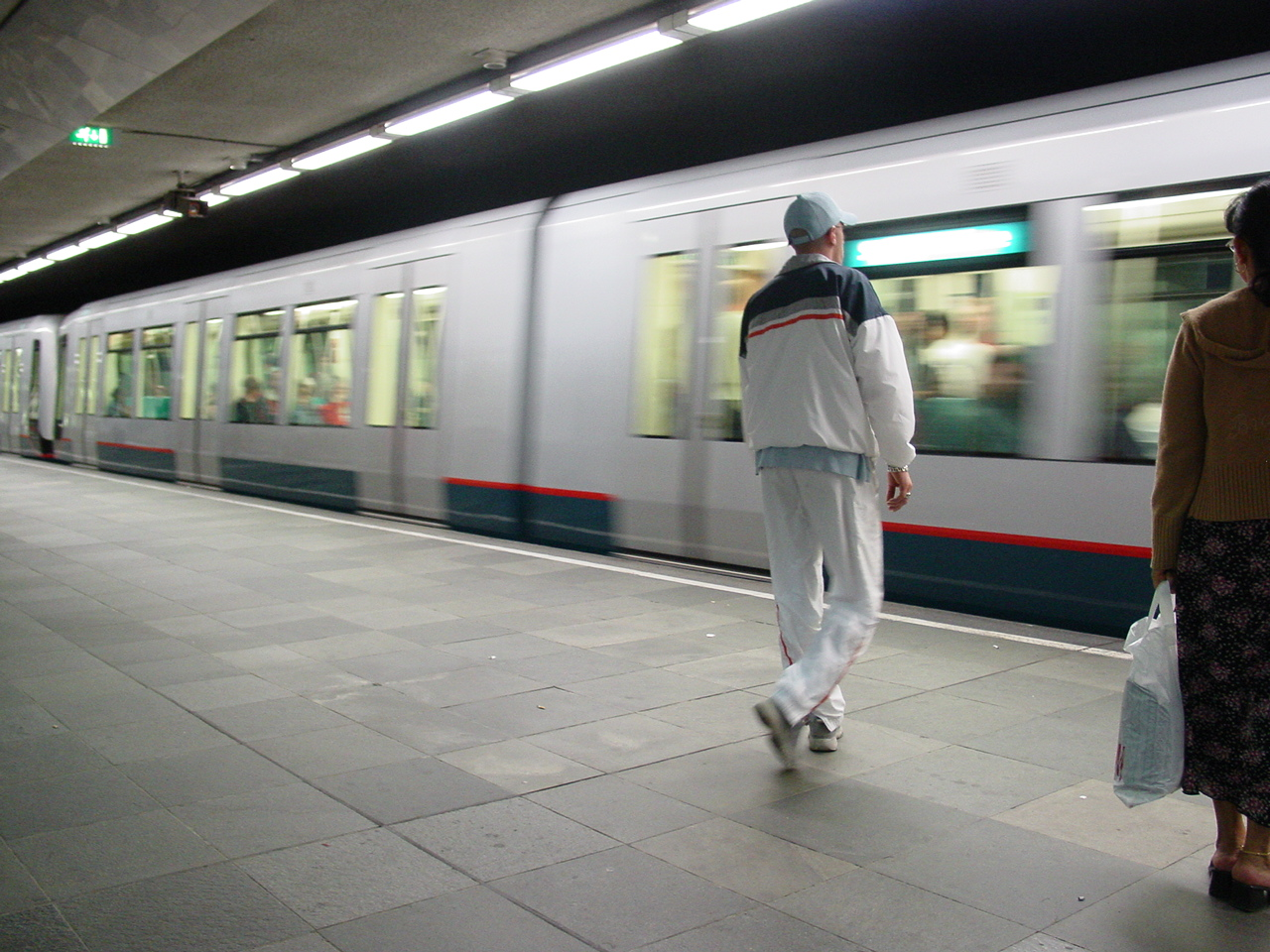
地下鉄

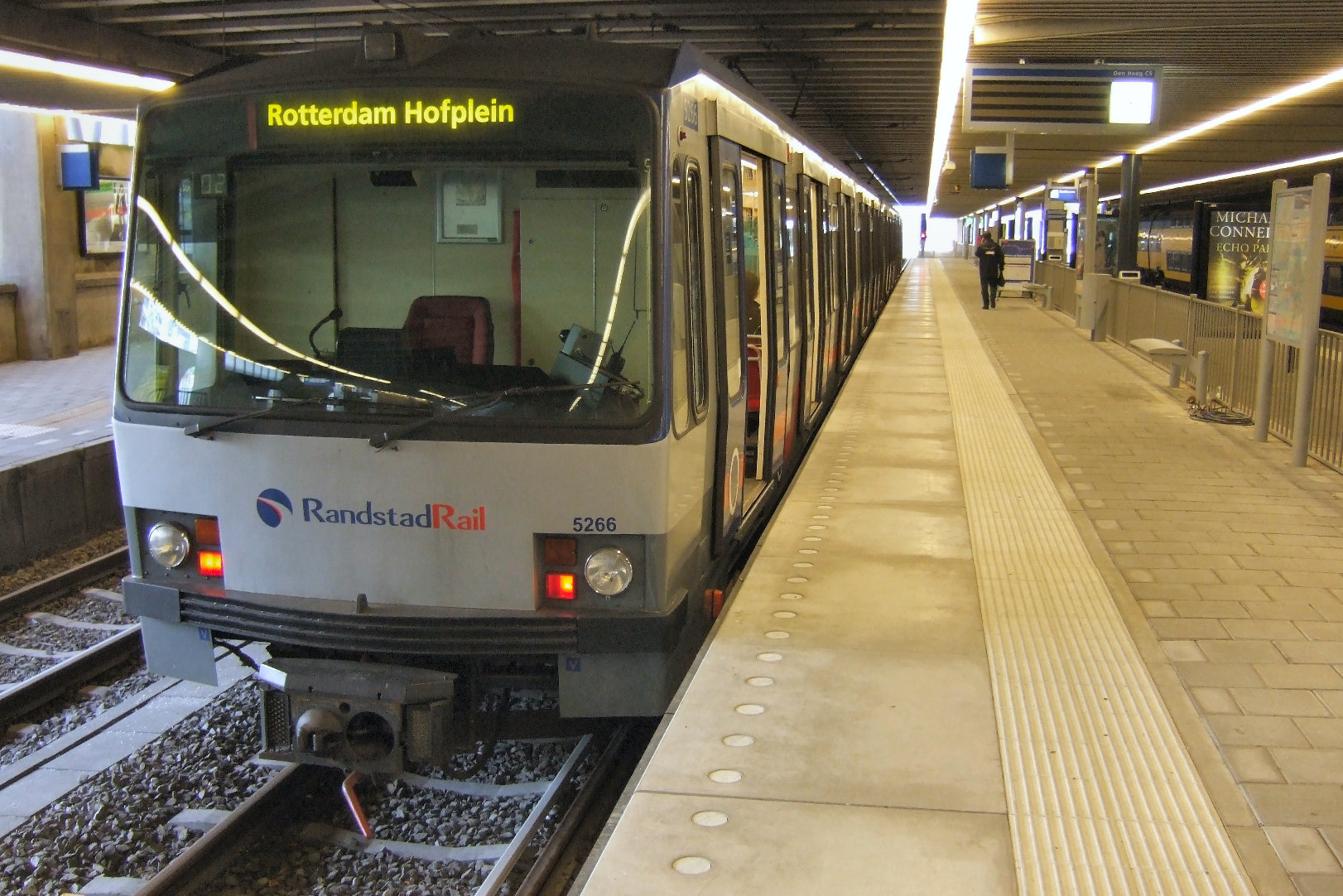
ランドスタッド鉄道

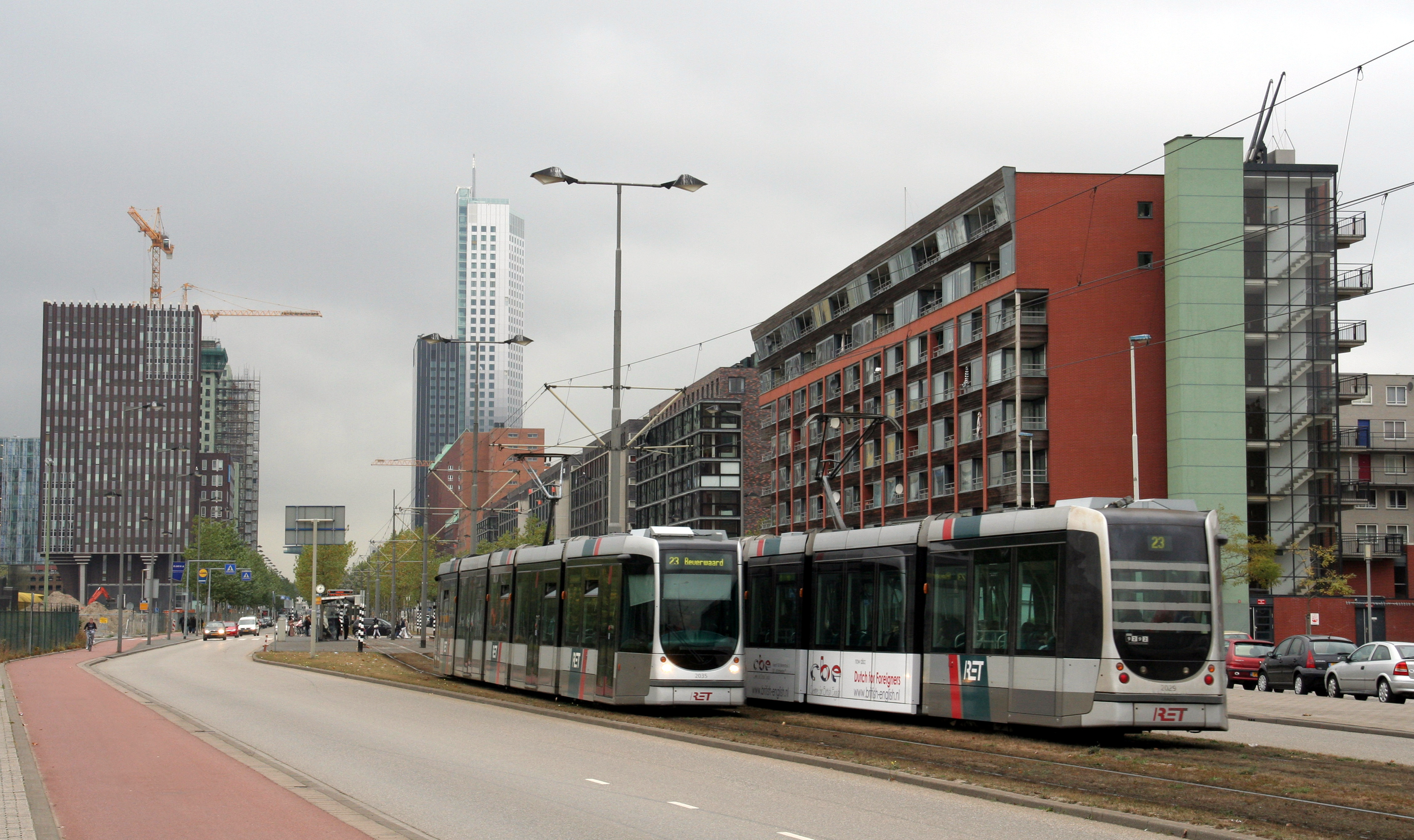
トラム

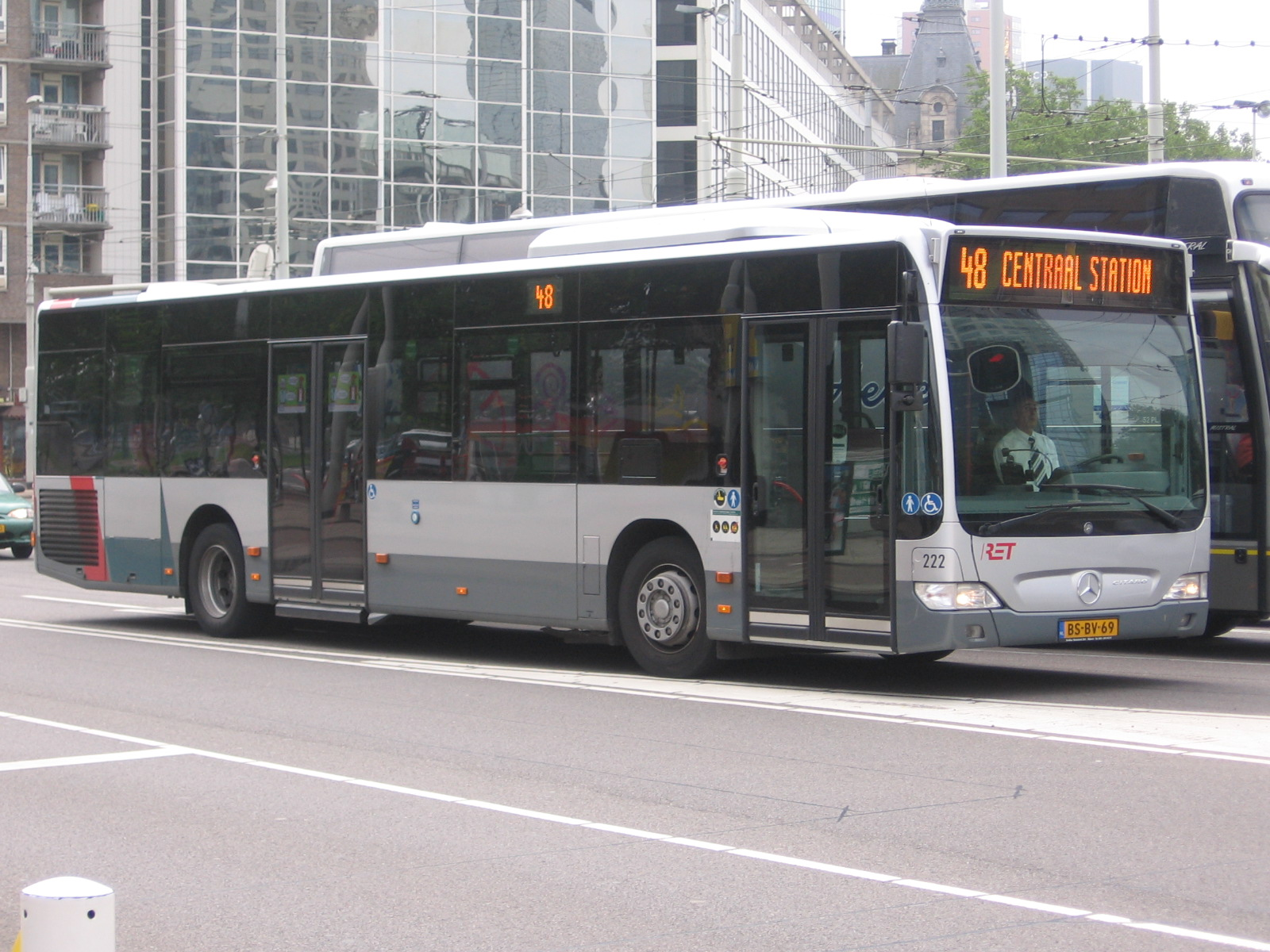
バス

ロッテルダム電鉄（オランダ語：Rotterdamse Elektrische Tram, RET）は、オランダのロッテルダム及び周辺で地下鉄、LRT、トラム、バス等を運営する運輸事業会社である。

## 運営路線

### 地下鉄
1968年にオランダで初めて地下鉄が開業したのが、ロッテルダム地下鉄である。
- エラスムス線（Erasmuslijn）：ロッテルダム中央駅 〜 De Akkers

1968年開業
ランドスタッド鉄道エラスムス線の接続線を現在建設中
- カランド線（Calandlijn）：De Terp , Binnenhof, Nesselande 〜 De Akkers

1982年開業

### ランドスタット鉄道
- ランドスタット鉄道 エラスムス線（RandstadRail Erasmuslijn）

Rotterdam Hofplein 〜 デン・ハーグ中央駅
2006年開業

### トラム
2008年現在、9路線が運行されている（2,4,7,8,11,20,21,23,25系統）。

### バス
2015年現在、53路線が運行されている。

## 運賃
運賃支払方法は、非接触ICカードOV-Chipkaartを利用する方法（紙の回数券）を利用する方法の2種類がある。OV-Chipkaartを持っている場合は、乗車時と降車時にカード読み取り機にタッチする必要性がある。ストリッペンカールトを持っている場合は、車掌もしくは運転手に降車駅を告げてスタンプを押してもらうか、車内にあるチケットキャンセラー（刻印機）で必要なゾーン数に1足した区画に刻印する必要がある。どちらのカードも持っていない場合は、運転手または車掌に降車駅を告げて1回券を購入する。なお、ストリッペンカールトは2009年に廃止される予定である。

### 切符の種類
- 非接触ICカード OV-Chipkaart